# Reichskulturkammer

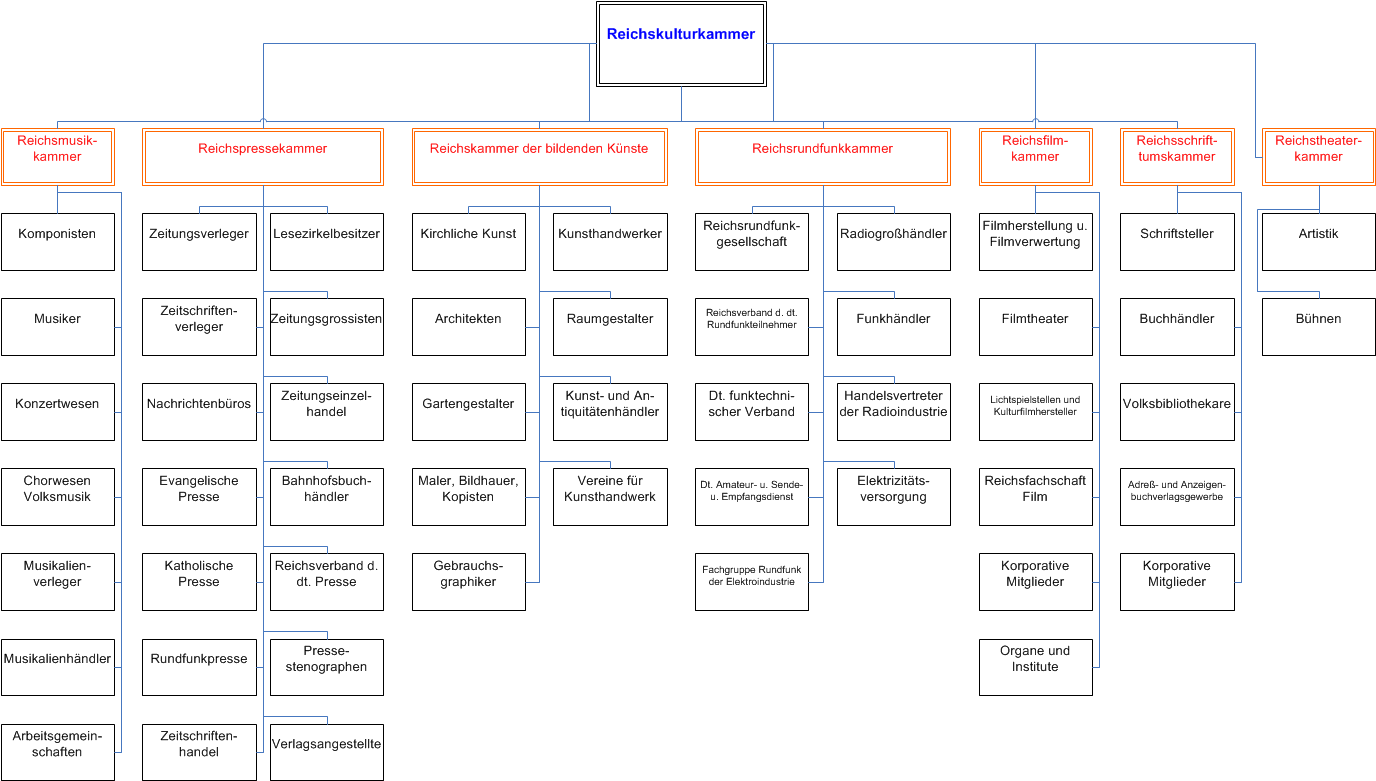
Schematische weergave van afdelingen en onderafdelingen van de Reichskulturkammer

Reichskulturkammer was een Duits instituut tijdens het bewind van de nazi's. De kamer werd snel na het aan de macht komen van Hitler in 1933 ingesteld door Joseph Goebbels.
Iedere schrijver of kunstenaar die geen lid werd van de Kulturkammer kon zijn werk niet in openbaarheid uitvoeren. De Reichskulturkammer paste in het streven naar gelijkschakeling. Ook de kunst moest gelijkgeschakeld worden en om dat te bereiken bepaalden de nazi's wat Duitse kunst was. Dit waren kunstwerken, publicaties e.d. die door Ariërs waren gemaakt en die bijdroegen aan het Duitse volk en het Duitse ras. Alles wat niet in die definitie paste werd als Entartete Kunst bestempeld. In 1937 organiseerden de nazi's grote exposities waar getracht werd de  Entartete Kunst belachelijk te maken. Daarvoor hadden al grootschalige publieke boekverbrandingen plaatsgevonden. Duizenden intellectuelen en kunstenaars werden gedwongen het land te verlaten.
De Reichskulturkammer was verdeeld in 7 afdelingen, ieder hield zich bezig met verschillende kanten van kunst en artistieke uitingen: 

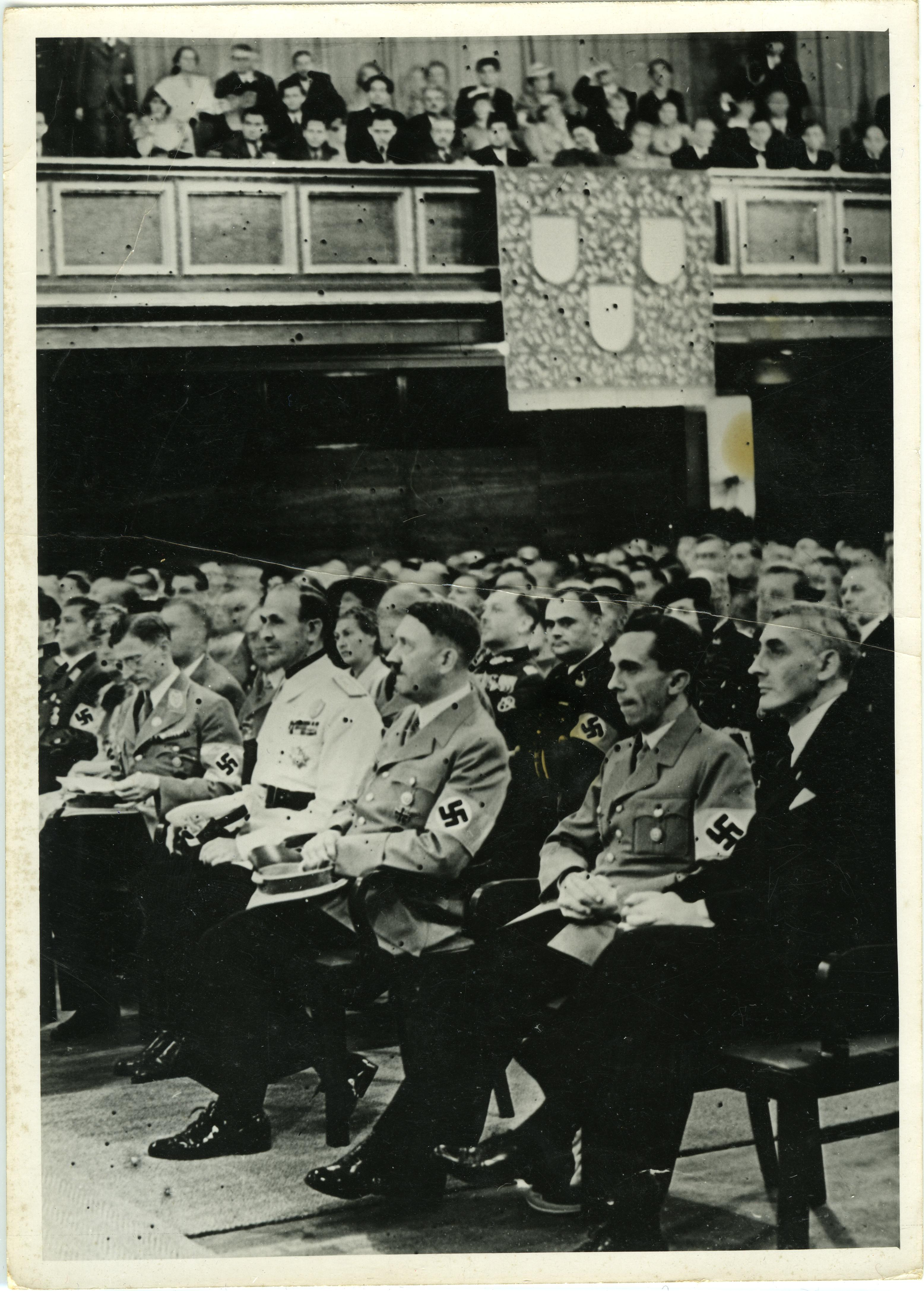
Feestzitting van de Rijkskamer van de Beeldende Kunsten met Hitler en Goebbels in het Duitse Museum (1939)

1. Feestzitting van de Rijkskamer van de Beeldende Kunsten met Hitler en Goebbels in het Duitse Museum (1939)Reichskammer der bildenden Künste (schone kunsten)
2. Reichstheaterkammer (theater)
3. Reichsfilmkammer (film)
4. Reichspressekammer (de pers)
5. Reichsmusikkammer (muziek)
6. Reichsrundfunkkammer (radio)
7. Reichsschriftumskammer (literatuur)

De Reichskulturkammer kreeg in Nederland tijdens de Duitse bezetting een equivalent, de Nederlandsche Kultuurkamer.